# Tordylium ragusinum
Tordylium ragusinum är en flockblommig växtart som beskrevs av Michel Gandoger. Tordylium ragusinum ingår i släktet Tordylium och familjen flockblommiga växter. Inga underarter finns listade i Catalogue of Life.